# Terciaris Caputxins de la Mare de Déu dels Dolors
Els Terciaris Caputxins de la Mare de Déu dels Dolors, en llatí Fratres Tertii Ordinis Sancti Francisci Capulatorum a Beata Virgine Perdolente, són un institut religiós de dret pontifici, concretament una congregació clerical masculina. Els germans que en formen part, col·loquialment anomenats amigonians, posposen al seu nom les sigles T.C.

## Història
Els Tercers Caputxins de la Dolorosa foren fundats com a branca masculina de les Terciàries Caputxines de la Sagrada Família pel caputxí Lluís d'Amigó i Ferrer (1854-1934); en 1889, per a l'assistència a detinguts i presos i la reeducació dels menors en situacions de marginalitat. El 12 d'abril del 1889 catorze joves van rebre l'hàbit religiós a Massamagrell, donant inici a la congregació. El pare Amigó els donà la regla del Tercer Orde Regular de Sant Francesc i unes constitucions que va redactar ell mateix.
Antolín Monescillo y Viso, arquebisbe de València, va donar l'aprovació el 8 d'abril de 1889, i el govern espanyol autoritzà els frares a prestar serveis a les presons i reformatoris de tot l'Estat. El 19 de setembre de 1905, Lleó XIII aprovà la congregació i les seves constitucions, que s'aprovaren definitivament el 7 de maig de 1907. L'institut fou agregat a l'Orde de Frares Menors Caputxins el 19 de juny de 1905.
La congregació va anar creixent dintre Espanya i, a partir del segle xx, fora: el 8 de febrer de 1905, cinc germanes s'estableixen a Riohacha (Colòmbia); en 1927, a Veneçuela i en 1929 a la Xina.

## Activitat i difusió
Les religioses es dediquen principalment a la instrucció i la rehabilitació dels joves delinqüents, presos o en situacions marginals, especialment mitjançant la reeducació i la formació en escoles professionals als reformatoris.
Són presents a Europa (Alemanya, Itàlia, Polònia i Espanya), a Àfrica (Costa d'Ivori), Àsia (Filipines) i a l'Amèrica Llatina (Argentina, Bolívia, Brasil, Xile, Colòmbia, República Dominicana, Equador, Nicaragua, Panamà, Puerto Rico, Estats Units, Veneçuela).
Al final de 2005, l'institut tenia 393 religiosos, 208 d'ells sacerdots, en 69 cases.